# Oltári nő
Az Oltári nő (eredeti cím: Runaway Bride) 1999-ben bemutatott romantikus filmvígjáték, melyet Garry Marshall rendezett. A főszerepben Julia Roberts és Richard Gere látható. A  forgatókönyvet Sara Parriott és Josann McGibbon írta.
A filmet az Amerikai Egyesült Államokban 1999. július 30-án mutatták be, Magyarországon kevesebb mint négy hónappal később, november 11-én az InterCom Zrt. jóvoltából. 
A Micsoda nő! (1990) után ez a második film, amelyben Gere és Roberts együtt szerepelnek. Általánosságban negatív értékeléseket kapott a kritikusoktól, azonban bevételi szempontból sikeres volt, világszerte összesen több mint 309 millió dolláros bevételt gyűjtött.
A történet egy riporterről (Gere) szól, akit megbíznak, hogy írjon egy sztorit egy menyasszonyról (Roberts), aki vőlegények sorát hagyta már az oltárnál.

## Cselekmény
Maggie Carpenter (Julia Roberts) egy temperamentumos és vonzó fiatal nő, akinek már számos sikertelen komoly kapcsolata volt. Maggie, aki ideges a házasság miatt, számos vőlegényt hagyott maga után, akik az esküvőjük napján az oltárnál várták. Mindezeket videóra vették, ami Maggie-nek bulvár-hírnevet és „A menekülő menyasszony” kétes becenevet hozta meg.
Eközben New Yorkban Homer Eisenhower Graham (vagy „Ike”) (Richard Gere), rovatvezető cikket ír róla, amely számos ténybeli tévedést tartalmaz, amit egy férfi szolgáltatott neki, akivel egy bárban találkozott, és akiről Ike később megtudja, hogy Maggie egyik korábbi vőlegénye volt. Ike-ot kirúgják, mert nem ellenőrizte a forrását, de felkérik, hogy írjon egy alapos cikket Maggie-ről, hogy ezzel helyreállítsa a saját hírnevét. 
Ike elutazik a Maryland-i Hale-be, ahol Maggie-t a családjával találja, aki negyedik  házasságkötésére készül. A negyedik leendő vőlegény, Bob Kelly (Christopher Meloni) egy helyi középiskolai futballedző, aki sportanalógiákkal segíti Maggie-t az aggodalmai leküzdésében. Folyamatosan arra utal, hogy Maggie a gólvonalra koncentrál, utalva a közelgő esküvőjükre. Amikor Ike elkezdi járni a várost, hogy találkozzon a lány barátaival, családjával és korábbi vőlegényeivel, Maggie frusztrált lesz a hírtől, és úgy érzi, hogy a férfi megint félre fogja értelmezni a történetet.
Maggie elkezd együttműködni a történet megírásában, mivel abban érdekelt, hogy rávegye Ike-ot az igazság közzétételére, és egyre közelebb kerülnek egymáshoz, minél több időt töltenek együtt. A történethez végzett kutatásai során Ike rájön, hogy Maggie az éppen aktuális vőlegényjelölt érdekeihez igazítja az érdeklődési körét, hogy a vőlegényének kedvében járjon. Ezt Ike a tojásevési szokásaival szemlélteti, amely minden egyes vőlegényével változik. 
A lány és Bob esküvő előtti ünnepségén Ike megvédi Maggie-t a nyilvános gúnyolódástól, amit a családja és a vendégek részéről kezd kapni, és a Maggie a szégyenérzet miatt elmegy. Ike ezután odakint szembesíti Maggie-t a párkapcsolataira vonatkozó felismeréseivel.
Az esküvői próba alatt Bob megpróbálja Maggie esküvői aggodalmait azzal csillapítani, hogy végigkíséri az oltárhoz. Ike az oltárnál áll, és a vőlegény szerepét játssza. Miután Bob az oltárhoz vezeti a lányt, Ike és Maggie szenvedélyes csókot váltanak, és bevallják egymásnak az érzéseiket. Bob bosszankodik, féltékeny lesz, és arcon vágja Ike-ot, mielőtt kiviharzik a templomból. Ezt követően Ike azt javasolja, hogy ő és Maggie házasodjanak össze, mivel az esküvőt már megszervezték. Az esküvőn Ike megfogadja Bob tanácsát, és szemkontaktust tart Maggie-vel, hogy megnyugtassa őt, miközben az oltárhoz megy. Egy fényképezőgép villanása azonban megtöri a koncentrációt, Maggie hirtelen megijed és elmenekül. Ike üldözőbe veszi, de a lány egy FedEx teherautóval elszökik.
Ike visszatér New Yorkba, Maggie pedig megpróbálja felfedezni önmagát, például különböző tojáskészítési módokat próbál ki, és közben a saját maga által tervezett világítási terveit New York-i boltokban kínálja eladásra. 
Egyik este váratlanul felbukkan Ike lakásánál, ahol a lány a macskájával, Italicával barátkozik. Maggie ekkor elmagyarázza, hogy eddig azért menekült, mert minden más pasi, akivel eljegyezte magát, csak az általa kreált elképzeléssel volt eljegyezve, nem pedig a valódi énjével. Ike-tól azonban azért menekült, mert bár ő valóban megértette őt, ő, Maggie nem értette meg önmagát. Éppen azelőtt „adta le” a futócipőjét, hogy „megkérte” volna Ike kezét. Ike eltakarja a szemét, de Maggie kitart. 
Kettejüket egy zártkörű szertartás keretében, de kint, a szabadban, egy dombon adják össze, elkerülve a nagy ceremóniákat, amelyekről Maggie megjegyzi, hogy igazából sosem szerette őket. A végén lóháton lovagolnak el, miközben Hale-ben és New Yorkban mindenki (akit Ike és Maggie családja telefonon videoüzenetben értesített) ünnepli, hogy Maggie végre férjhez ment.
A stáblista utáni jelenetben Maggie és Ike a hóban bolondoznak, ami azt jelzi, hogy a kapcsolatuk az esküvőjük után is tart.

## Szereplők
(Zárójelben a magyar hangok feltünteve)
- Julia Roberts – Margaret „Maggie” Carpenter, aki már három esküvő elől elmenekült, de reméli, hogy a negyedik esküvői kísérleténél már nem fog. (Tóth Enikő)
- Richard Gere – Homer Eisenhower „Ike” Graham, New York-i újságíró, aki cikket ír Maggie-ről. (Szakácsi Sándor)
- Joan Cusack – Peggy Flemming, Maggie legjobb barátja és munkatársa a szépségszalonban.  Férje Corey Flemming, a város rádiós bemondója. (Vándor Éva)
- Héctor Elizondo – Fisher, Ike főnöke, aki azóta együtt van Ike volt feleségével, Ellie-vel. (Végvári Tamás)
- Rita Wilson – Ellie Graham, Ike egykori felesége és szerkesztője.  Később feleségül megy Ike főnökéhez, Fisherhez. (Tóth Auguszta)
- Paul Dooley – Walter Carpenter, Maggie megözvegyült apja, egy barkácsbolt tulajdonosa.   (Csurka László)
- Christopher Meloni – Bob Kelly, Maggie vőlegénye, középiskolai labdarúgó edző. (Sinkovits-Vitay András)
- Lisa Roberts Gillan – Elaine, Ellie titkárnője Manhattanből.
- Donal Logue – Brian Norris atya, az első vőlegény, akit Maggie az oltárnál dob. Később pap lett belőle. (Besenczi Árpád)
- Yul Vazquez – Gill Chavez, a második vőlegény, akit Maggie az oltárnál dob.  A férfi zenész és autószerelő. (Kálloy Molnár Péter)
- Reg Rogers – George Swilling, a harmadik vőlegény, akit Maggie az oltárnál dob.
- Kathleen Marshall – Cindy, Maggie unokatestvére, aki nem házas. (Mics Ildikó)
- Jean Schertler – Julia Carpenter nagyi, Maggie nagymamája és Walter édesanyja. Lelkes futó. (Pásztor Erzsi)
- Sela Ward – csinos nő a bárban
- Garry Marshall (cameoszerep) – softball-játékos
- Laurie Metcalf (cameoszerep) – Betty Trout (Halász Aranka)
- Larry Miller (cameoszerep) – Kevin, New York-i csapos
- Emily Eby (cameoszerep) – riporter
- Linda Larkin – Gill barátnője

## Számlista
| 1.    | I Still Haven't Found What I'm Looking For | U2              | 4:40 |
| 2.    | Ready to Run                               | Dixie Chicks    | 3:52 |
| 3.    | I Love You                                 | Martina McBride | 2:54 |
| 4.    | Maneater                                   | Hall & Oates    | 4:32 |
| 5.    | From My Head to My Heart                   | Evan and Jaron  | 3:13 |
| 6.    | Blue Eyes Blue                             | Eric Clapton    | 4:42 |
| 7.    | And That's What Hurts                      | Hall & Oates    | 4:03 |
| 8.    | Never Saw Blue Like That                   | Shawn Colvin    | 4:39 |
| 9.    | You Can't Hurry Love                       | Dixie Chicks    | 3:07 |
| 10.   | You Sang to Me                             | Marc Anthony    | 5:26 |
| 11.   | You're the Only One for Me                 | Allure          | 4:04 |
| 12.   | Before I Fall in Love                      | CoCo Lee        | 3:44 |
| 13.   | Where Were You (On Our Wedding Day)?       | Billy Joel      | 1:59 |
| 14.   | It Never Entered My Mind                   | Miles Davis     | 4:02 |
| 54:57 |                                            |                 |      |

- A filmzene 1999. augusztus 20-án a Billboard 200-as listáján a 4. helyen végzett.[2]

- A zeneszámok és a kreditek a Discogs,[3] az AllMusic,[4] és az album jegyzeteiből származnak.

## Filmkészítés
A filmen több mint egy évtizeden át dolgoztak. A színészek különböző időpontokban csatlakoztak: Anjelica Huston, Mary Steenburgen, Lorraine Bracco, Geena Davis, Demi Moore, Sandra Bullock, Ellen DeGeneres, Téa Leoni (Maggie szerepéért); Christopher Walken, Harrison Ford, Mel Gibson, Michael Douglas (Ike szerepéért) és Ben Affleck (Bob szerepéért). A rendező Michael Hoffman volt. A filmben számos visszautalás van Roberts és Gere korábbi munkájára, a Micsoda nő!-re. Ezek közé az utalások közé tartozott az áruházi jelenet átformálása, ahol megakadályozták, hogy megvegye a ruhákat. Az forgatókönyvírók Elaine May és Leslie Dixon nem használták fel az átírásokat.
Coco Lee adta elő a „Before I Fall in Love” című főcímdalt.

## Bevétel
A filmet 1999. július 30-án mutatták be, a nyitónapján 12 millió dollárt keresett. A nyitóhétvégén az Oltári nő 35,1 millió dollárral az első helyen végzett.
A film a bemutató végére az Egyesült Államokban és Kanadában 152,3 millió dolláros, nemzetközi szinten pedig 157,2 millió dolláros bevételt ért el, így világszerte összesen 309,5 millió dollárt termelt.

## Fordítás
- Ez a szócikk részben vagy egészben  a   Runaway Bride (film) című angol Wikipédia-szócikk fordításán alapul.  Az eredeti cikk szerkesztőit annak laptörténete sorolja fel. Ez a jelzés csupán a megfogalmazás eredetét és a szerzői jogokat jelzi, nem szolgál a cikkben szereplő információk forrásmegjelöléseként.